# Реймс (округ)
Округ Реймс (фр. Arrondissement de Reims) — округ у Франції, в департаменті Марна. 2023 року округ об'єднував 143 муніципалітети, населення становило 296 749 осіб.
Адміністративний центр (супрефектура) — Реймс.

## Муніципалітети
Список муніципалітетів округу та їхні коди INSEE:
1. Антене (51012)
2. Арсі-ле-Понсар (51014)
3. Ауньї (51013)
4. Базанкур (51043)
5. Бальє-ле-Фім (51037)
6. Безанн (51058)
7. Бен-Норуа (51046)
8. Бермерикур (51051)
9. Беррю (51052)
10. Бетені (51055)
11. Бетенівіль (51054)
12. Бії-ле-Гран (51061)
13. Бліньї (51069)
14. Бомон-сюр-Вель (51044)
15. Бранскур (51081)
16. Брей (51086)
17. Бримон (51088)
18. Брує (51089)
19. Буванкур (51077)
20. Буї (51072)
21. Булез (51073)
22. Бульт-сюр-Сюїпп (51074)
23. Бургонь-Френ (51075)
24. Валь-де-Вель (51571)
25. Вандей (51591)
26. Вантле (51604)
27. Вармеривіль (51660)
28. Верзене (51613)
29. Верзі (51614)
30. Віллер-Альран (51629)
31. Віллер-Мармері (51636)
32. Віллер-о-Нед (51631)
33. Віллер-Франке (51633)
34. Віль-ан-Сельв (51623)
35. Віль-ан-Тарденуа (51624)
36. Віль-Домманж (51622)
37. Вітрі-ле-Реймс (51662)
38. Водзенкур (51600)
39. Водманж (51599)
40. Вриньї (51657)
41. Ге (51282)
42. Донтріян (51216)
43. Екей (51225)
44. Еншер (51586)
45. Епуа (51232)
46. Ермонвіль (51291)
47. Етреживіль (51293)
48. Жанврі (51305)
49. Жерміньї (51267)
50. Жонкері (51309)
51. Жоншері-сюр-Вель (51308)
52. Жуї-ле-Реймс (51310)
53. Іль-сюр-Сюїпп (51299)
54. Корель (51101)
55. Кормісі (51171)
56. Кормонрей (51172)
57. Коруа-ле-Ермонвіль (51102)
58. Крюньї (51198)
59. Куломм-ла-Монтань (51177)
60. Курвіль (51194)
61. Курландон (51187)
62. Курма (51188)
63. Курсель-Сапікур (51181)
64. Курсі (51183)
65. Куртаньон (51190)
66. Кюїль (51201)
67. Лаванн (51318)
68. Лажері (51314)
69. Ле-Мене (51365)
70. Ле-Петіт-Лож (51428)
71. Лері (51321)
72. Луавр (51329)
73. Люд (51333)
74. Маї-Шампань (51338)
75. Маньє (51337)
76. Марфо (51348)
77. Мері-Премесі (51364)
78. Мерфі (51362)
79. Мон-сюр-Курвіль (51382)
80. Монбре (51375)
81. Монтіньї-сюр-Вель (51379)
82. Мюїзон (51391)
83. Ножан-л'Аббесс (51403)
84. Оберив (51019)
85. Обії (51020)
86. Олізі (51414)
87. Оменанкур (51025)
88. Орм (51418)
89. Парньї-ле-Реймс (51422)
90. Певі (51429)
91. Помакль (51439)
92. Понфаверже-Моронвільє (51440)
93. Прон (51447)
94. Пруї (51448)
95. Прюне (51449)
96. Пуаї (51437)
97. Пуйон (51444)
98. Пурсі (51445)
99. Пюїзьєль (51450)
100. Реймс (51454)
101. Рії-ла-Монтань (51461)
102. Ромен (51464)
103. Роміньї (51466)
104. Роне (51468)
105. Савіньї-сюр-Ардр (51527)
106. Сарсі (51523)
107. Сасі (51471)
108. Сель (51529)
109. Сен-Брис-Курсель (51474)
110. Сен-Жиль (51484)
111. Сен-Ілер-ле-Петі (51487)
112. Сен-Леонар (51493)
113. Сен-Мам (51505)
114. Сен-Мартен-л'Ере (51503)
115. Сен-Супле-сюр-Пі (51517)
116. Сен-Тьєррі (51518)
117. Сент-Етьєнн-сюр-Сюїпп (51477)
118. Сент-Ефрез-е-Клеризе (51479)
119. Серзі-е-Прен (51534)
120. Серм'є (51532)
121. Серне-ле-Реймс (51105)
122. Сет-Со (51530)
123. Сійрі (51536)
124. Тенке (51573)
125. Тессі (51562)
126. Тій (51568)
127. Тіюа (51569)
128. Трамрі (51577)
129. Трелон (51581)
130. Трепаїй (51580)
131. Триньї (51582)
132. Труа-Пюї (51584)
133. Урж (51294)
134. Фавероль-е-Коемі (51245)
135. Фім (51250)
136. Шалон-сюр-Вель (51109)
137. Шамбресі (51111)
138. Шампіньї (51118)
139. Шамрі (51112)
140. Шамфлері (51115)
141. Шене (51145)
142. Шиньї-ле-Роз (51152)
143. Шомюзі (51140)